# Ismaël Omar Mostefaï
Ismaël Omar Mostefaï (Courcouronnes, 21 novembre 1985 – Parigi, 14 novembre 2015) è stato un terrorista francese di origine algerina, jihadista dell'ISIS e uno dei membri del commando responsabile degli attacchi coordinati di Parigi del 13 novembre 2015.

## Biografia
Ismaël Omar Mostefaï nacque a Courcouronnes il 21 novembre 1985 da padre camionista algerino e madre portoghese convertita all'Islam. Ne consegue un dado BEP in questa città ed è nota come un allievo difficile. Intorno al 2005 si trasferì con la famiglia a Chartres nel quartiere di La Madeleine. Vi rimase fino al 2012. Mostefaï fu condannato otto volte tra il 2004 e il 2010 per atti di microcriminalità. Non è tuttavia imprigionato, a causa della minorità dei suoi reati. Tra il 2008 e il 2010 aveva lavorato in un panificio industriale a Créteil nella Val-de-Marne. Nel 2008 si sposò con Khadija, giovane donna nativa di un villaggio vicino a Orano, che gli dà due figli, nati rispettivamente nel giugno 2010 e nell'agosto 2013, poche settimane prima della sua partenza in Siria per arruolarsi nello Stato Islamico.

## Attentati del 13 novembre 2015 a Parigi
La sera del 13 novembre 2015 prese parte, in compagnia di Samy Amimour e Foued Mohamed-Aggad, all'assalto del teatro Bataclan di Parigi nel corso dei tragici attacchi della capitale. I tre terroristi, equipaggiati di zaini porta-caricatori, AK-47, di un fucile a pompa, alcune bombe a mano e cinture esplosive, fecero irruzione nella sala concerti alle 21:40, uccidendo in totale 93 avventori ma risparmiando il gruppo stoner rock americano Eagles of Death Metal, che erano fuggiti dietro le quinte durante la sparatoria iniziale.
Dopo la morte di Amimour, ucciso a colpi di pistola da un sovrintendente capo della B.A.C. 75 alle ore 22:07, gli ultimi due terroristi si nascosero in una stanza lungo un corridoi con una dozzina di ostaggi. La B.R.I. decise, dopo molte trattative fallite, di prendere d'assalto il teatro alle ore 00:20 e soccorrere gli spettatori trattenuti dai due jihadisti. Nel corso dell'irruzione nel corridoio, i due terroristi usarono gli ostaggi come scudi umani e aprirono il fuoco contro gli agenti armati di scudi balistici, ferendo uno di loro ad una mano mentre il resto dei poliziotti lanciarono granate flash bang e fumogene. Durante i cinque minuti di combattimento, gli agenti raggiunsero la fine del corridoio e un poliziotto armato di H&K G36C ferì a morte Aggad, provocando l'innesco della cintura esplosiva e l'uccisione di lui stesso. Poco dopo, Mostefaï, stordito dall'esplosione, viene infine freddato da un agente della seconda colonna nel vano tentativo di afferrare il detonatore per farsi saltare in aria. Dopodiché il resto degli ostaggi sopravvissuti furono immediatamente allontanati dal luogo della carneficina e soccorsi dalle ambulanze.
Dopo i tragici fatti, suo padre e suo fratello sono stati messi in custodia dalle autorità francesi il 14 novembre nell'ambito delle indagini sugli avvenimenti degli attacchi a Parigi. La salma di Mostefaï è stata sepolta il 12 febbraio 2016 nella sezione musulmana del cimitero intercomunale di Thiais.